# Avbytarbänk

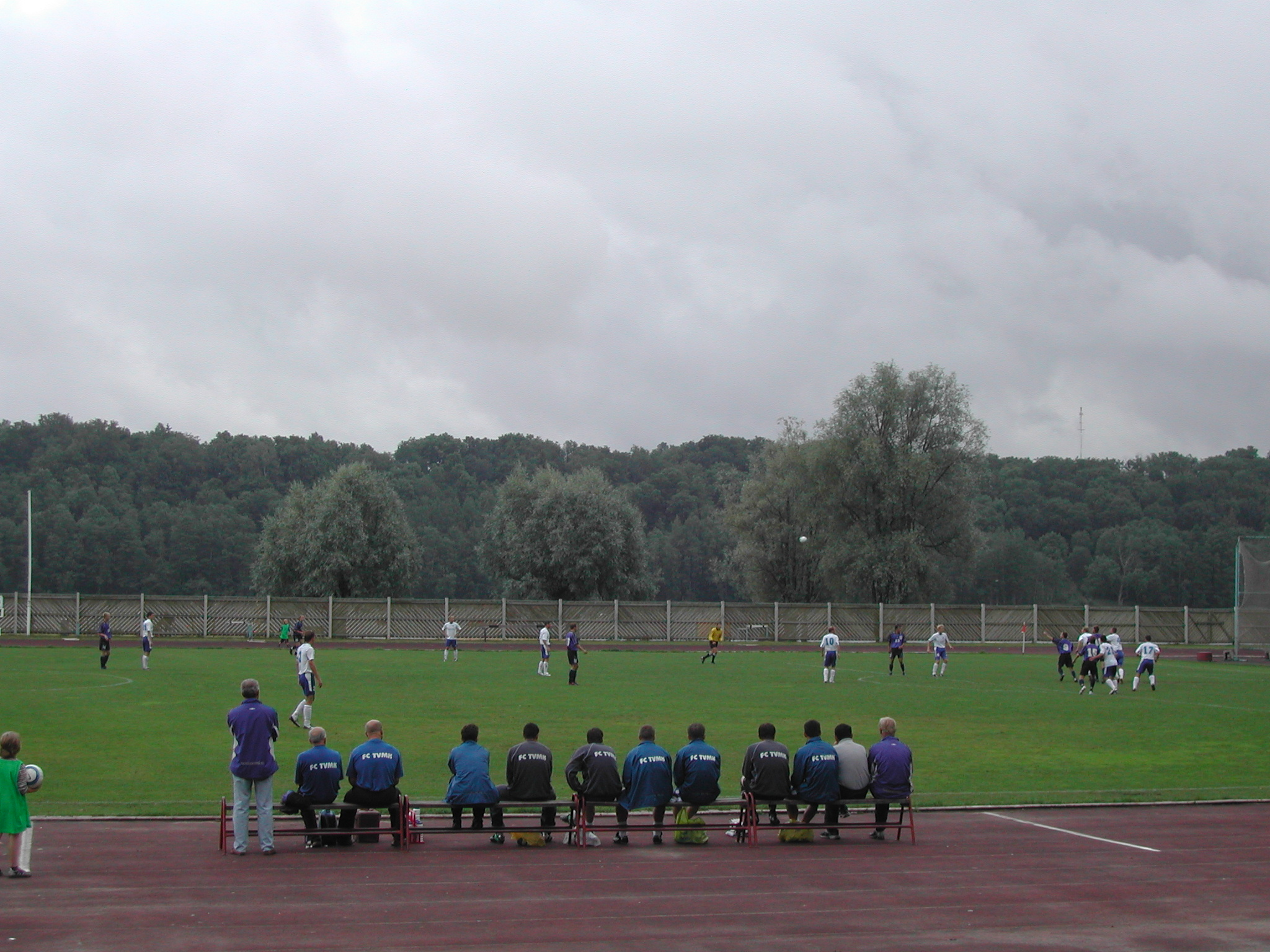
En avbytarbänk vid en fotbollsmatch i Viljandi i Estland.

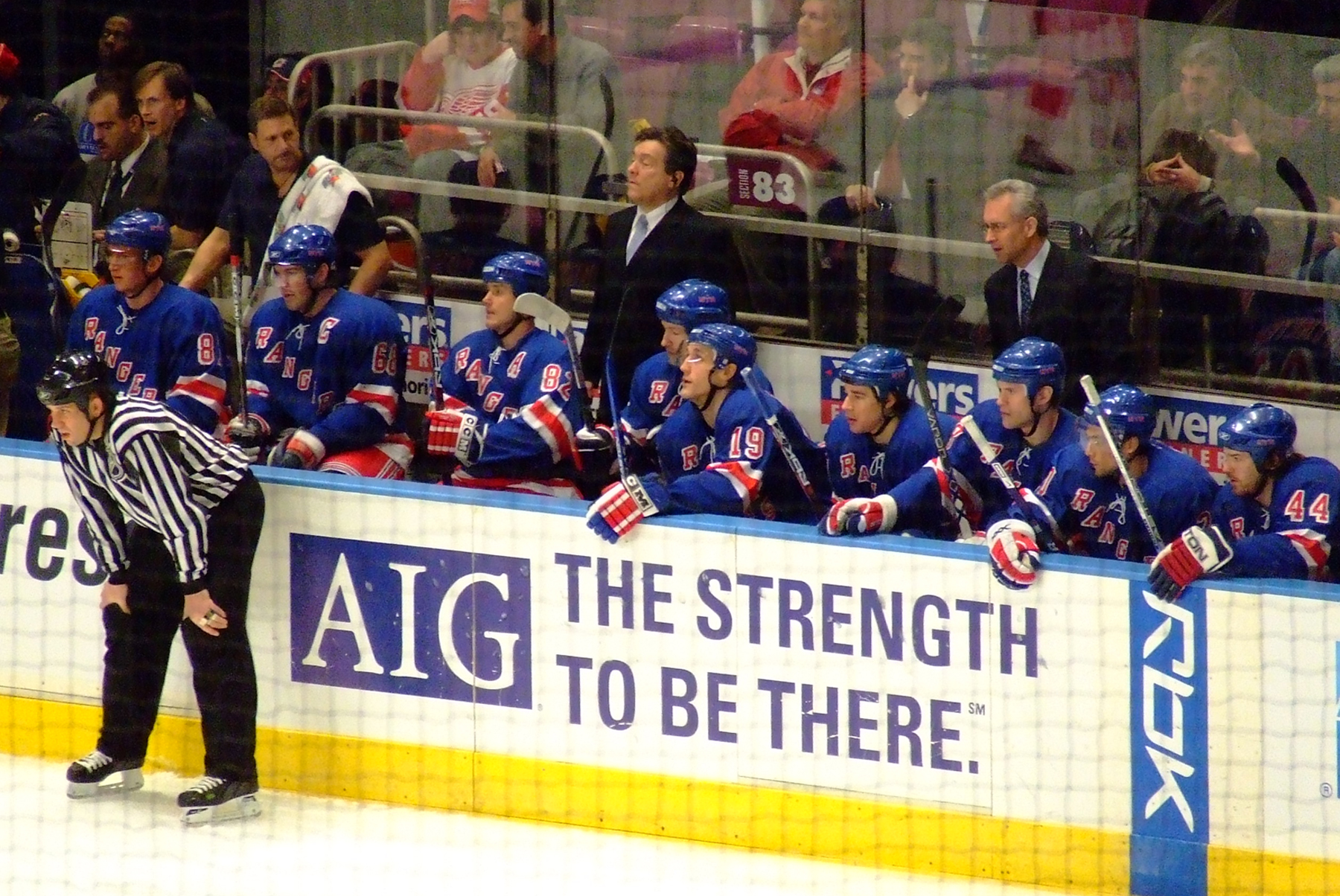
New York Rangers avbytarbänk vid en match i ishockey mot Detroit Red Wings.

Avbytarbänk är den plats där spelarna i en lagsport befinner sig när de inte är inne på planen. Som namnet säger så kan spelare som är på bänken byta av de som är på planen, de är då avbytare. Avbytarbänk har även gett upphov till uttrycket att en spelare är "bänkad" som används när en spelare inte får vara med på planen. En spelare som under flera matcher inte får komma in och spela men som tillhör laget kallas bänknötare eller bänkvärmare just för att den är placerad på avbytarbänken.
Det finns olika regler i olika sporter för hur byten av spelare får ske. I de flesta sporter begränsas även området runt avbytarbänken av linjer och regler som bestämmer hur spelare får uppehålla sig där. Även lagens tränare uppehåller sig runt avbytarbänken. Ibland består bänken av fasta eller utställda stolar men kallas även då avbytarbänk.
I ishockey kallas avbytarbänken bås eftersom området är omgivet av väggar åt alla håll. I reglerna finns det beskrivet vad som gäller i båset. I fotboll kallas området runt bänken för tekniska området och det finns regler för storlek och hur spelare och ledare får uppehålla sig där. Vid matcher i handboll kallas platsen runt bänken avbytarområdet och även här finns regler för det området.